# Бражниковские чтения
«Бра́жниковские чте́ния» — международный научно-творческий симпозиум (до 2002 года — всероссийская научная-творческая конференция), ежегодно проводимый в Санкт-Петербургской государственной консерватории имени Н. А. Римского-Корсакова на базе кафедры древнерусского певческого искусства. 
Симпозиум посвящён памяти музыковеда, основоположника научной школы русской музыкальной медиевистики Максима Викторовича Бражникова (1902―1973). Приоритетная тематика симпозиума — исследование древнерусской певческой традиции. В рамках форума проводятся научные заседания, открытые лекции, мастер-классы, концерты песенных ансамблей, тематические выставки. Первые «Бражниковские чтения» прошли в 1974 году/.

## История
Международный научно-творческий симпозиум «Бражниковские чтения» посвящён памяти выдающегося учёного, композитора, основоположника научного направления русской музыкальной медиевистики, доктора искусствоведения М. В. Бражникова (1902—1973). Ежегодно проводится Санкт-Петербургской консерваторией имени Н. А. Римского-Корсакова, кафедрой древнерусского певческого искусства. Среди научных конференций «Бражниковские чтения» являются форумом-долгожителем: они проводятся с 1974 года.

Максим Викторович Бражников
(1902―1973)

Автором идеи, создателем концепции и организатором конференции «Бражниковские чтения» является ученица М. В. Бражникова, первая заведующая кафедрой древнерусского певческого искусства А. Н. Кручинина.
С 1996 года в состав организаторов Бражниковских чтений входят отдел рукописей Государственной публичной библиотекой имени М. Е. Салтыкова-Щедрина, Институт русской литературы РАН (Пушкинский Дом), отдел рукописей Библиотеки Академии наук.
В работе симпозиума принимает участие от 40 до 60 человек. При этом на первой конференции, состоявшейся в 1974 году, участвовало 6 специалистов.
Основные участники форума — учёные из различных городов России и зарубежные музыковеды-медиевисты. Научные чтения проходят на нескольких тематических секциях. Как правило, доклады связаны с неисследованными ранее материалами. В качестве иллюстраций в исполнении хоровых коллективов звучат мелодии древнерусских и византийских распевов, знаменные многоголосия, покаянные стихи. Традиционно на Бражниковских чтениях выступают певческие ансамбли «Знамение», «Ключ разумения» и «Инъроспев», которые состоят из студентов и преподавателей кафедры древнерусского певческого искусства.
В рамках конференций организуются открытые лекции учёных, мастер-классы специалистов-практиков и выставки, посвящённые творчеству русских композиторов.
Бражниковские чтения каждый год имеют свою специфическую тематику. В 2005 году они были посвящены 200-летию отдела рукописей Российской национальной библиотеки, в 2013 году – 400-летию Дома Романовых, в 2014 – 700-летию преподобного Сергия Радонежского, в 2016 году – 1000-летию русского монашества на Афоне, в 2019 году – исследованию средневековой литургической традиции Великого Новгорода. Конференции посвящаются и памяти выдающихся музыковедов и палеографов: С. В. Смоленского, А. В. Преображенского, Н. Д. Успенского, М. В. Бражникова и других.
С 1995 года в рамках чтений проводятся православные панихиды «по трудникам, на ниве церковного пения просиявшим» — композиторам, древнерусским роспевщикам, писцам, хранителям рукописей, редакторам, коллекционерам, певчим, регентам, исполнителям и другим деятелям русской культуры.
Первый день Бражниковских чтений проводится в Санкт-Петербургской государственной консерватория имени Н. А. Римского-Корсакова. Второй день, по традиции – в Российской национальной библиотеке.
По материалам конференции выпускаются сборники «Бражниковские чтения».